# بيتر غاندي
بيتر غاندي (بالإنجليزية: Peter Gandy) هو عداء سريع أسترالي، ولد في 2 سبتمبر 1961.

## وصلات خارجية
- بيتر غاندي على موقع الاتحاد الدولي لألعاب القوى (الإنجليزية)
- بيتر غاندي على موقع النتائج التاريخية لألعاب القوى الأسترالية (الإنجليزية)
- بيتر غاندي على موقع اتحاد ألعاب الكومنولث (مؤرشف) (الإنجليزية)